# Jungle
Ne doit pas être confondu avec Forêt tropicale.
Pour les articles homonymes, voir Jungle (homonymie).

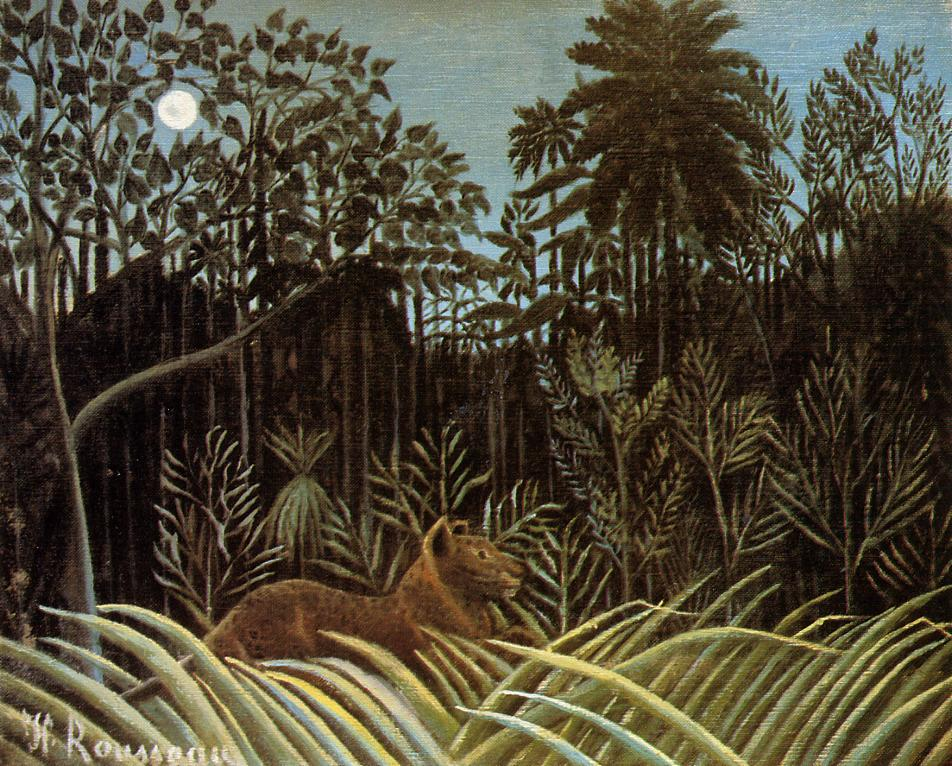
La Jungle avec le lion d'Henri Rousseau.

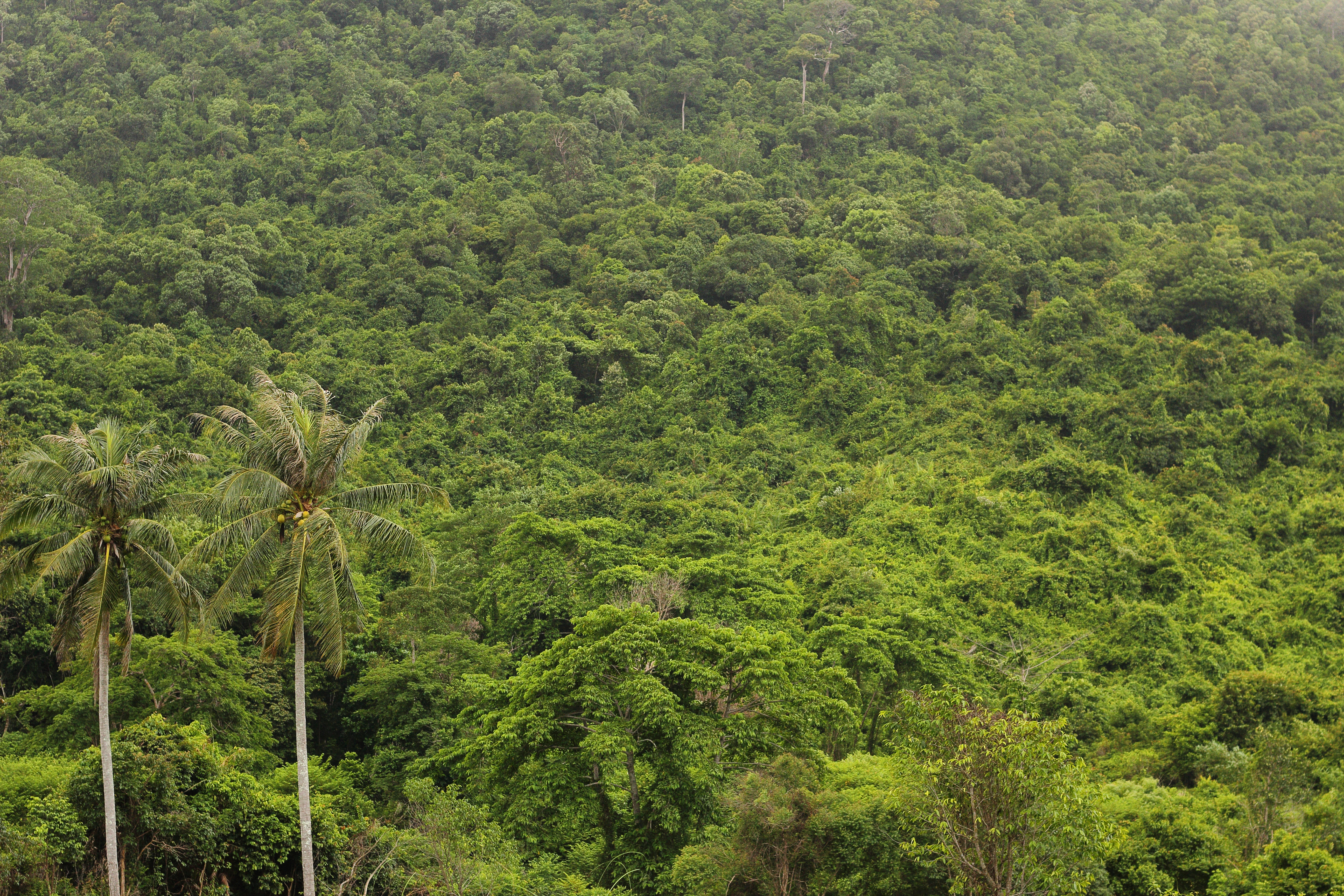
Jungle au Cambodge.

La jungle  est un terme polysémique qui n'a pas de signification biogéographique précise. Ce terme est un emprunt du hindi via la langue anglaise. La jangal désigne alors une formation végétale sèche comptant une proportion irrégulière d'arbres présente principalement dans le Teraï. Le succès du livre de Rudyard Kipling, Le Livre de la jungle, a popularisé le terme qui désigne désormais, par extension optimale, selon Roger Brunet, la forêt dense à la végétation verte et luxuriante, telle que la forêt tropicale.

## Étymologie
Le mot « jungle » provient du sanskrit जङ्गल (jaṅgala) qui désigne les espaces naturels sauvages. On rencontre parfois en français l'orthographe « jongle ». Dans beaucoup de langues du sous-continent indien, ce mot est généralement utilisé pour désigner tout espace de terre sauvage, non cultivée ou non mise en valeur, aussi bien les forêts que les déserts.

## Symbolisme

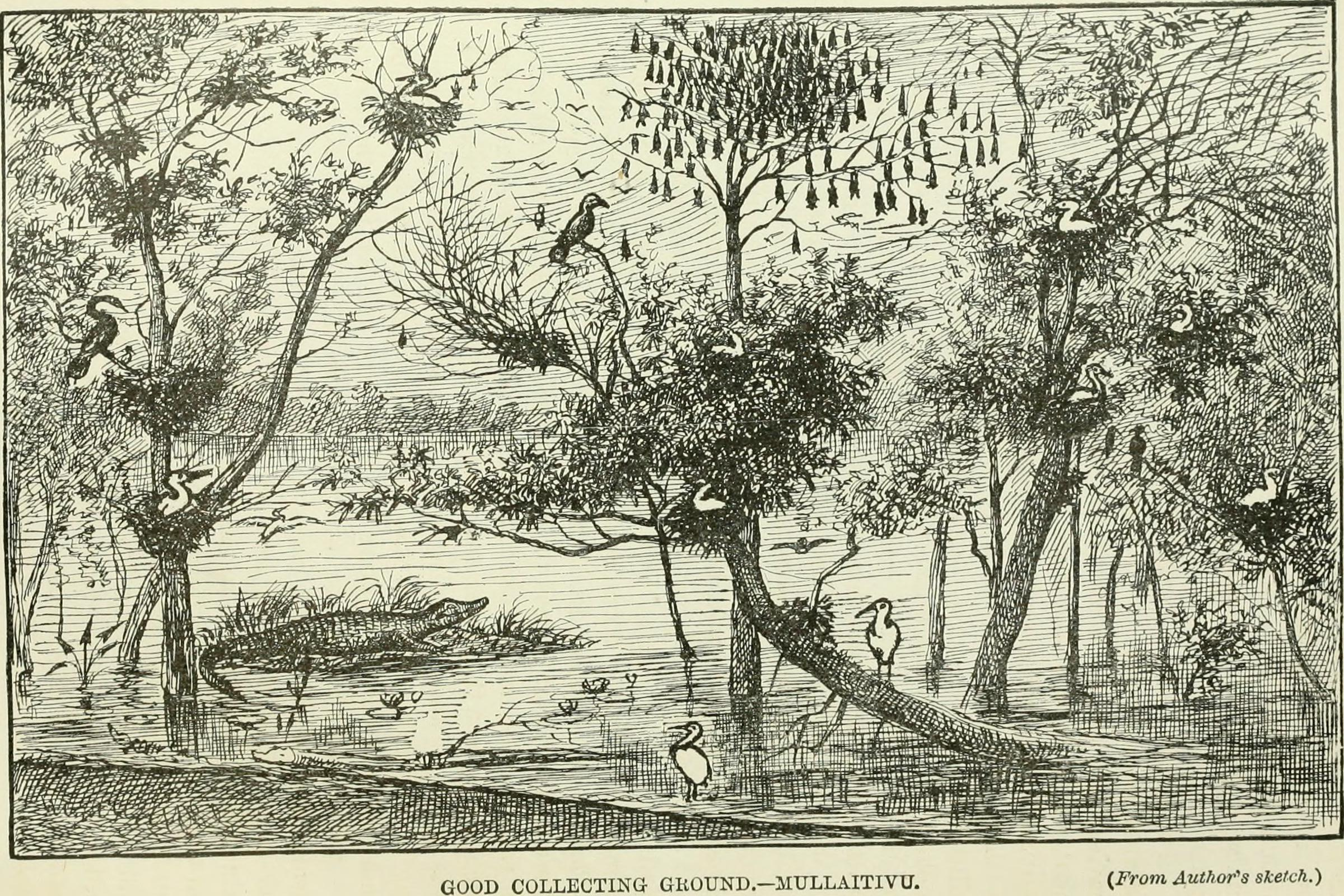
Deux ans dans la jungle - Les expériences d'un chasseur et naturaliste en Inde, à Ceylan, dans la péninsule malaise et à Bornéo (1904)

En Occident, la jungle a hérité des connotations négatives de la vieille forêt (celle où rôde le loup des contes pour enfants) auxquelles se sont rajoutés les aspects négatifs de l'exotisme (inconnu et sauvagerie) et des lieux chauds et humides (miasmes et vermine). La jungle est donc l'incarnation de l'inhumanité invivable, et la loi de la jungle une forme de chaos qui fait office d'épouvantail politique.

## Répartition
Les jungles sont situées le long de l'équateur. La plus grande se trouve en Amérique du Sud : l'Amazonie. Sur ce continent on trouve aussi des étendues moins importantes dans le sud de l'Amérique centrale, sur la côte pacifique de la Colombie, dans les Antilles, ainsi que le long de la côte Atlantique du Brésil (forêt atlantique). En Afrique le plus grand ensemble est le bassin du Congo qui occupe l'Afrique centrale, on en trouve aussi sur la côte guinéenne d'Afrique de l'Ouest, et plus ponctuellement en Afrique de l'Est sur diverses montagnes et sur le littoral de l'océan Indien. La forêt tropicale de Madagascar s'étend sur la côte orientale de l'île. En Asie on peut distinguer deux grands ensembles hétérogènes : celui de l'archipel malais (Malaisie y compris la péninsule, Indonésie et Philippines) et celui de l'Asie du Sud-Est continentale (nord-est de l'Inde, Népal, Bhoutan, Bangladesh, Birmanie, Thaïlande, Laos, Cambodge, Vietnam et sud de la Chine). En Inde on trouve aussi une faible étendue séparée le long des Ghats occidentaux ainsi qu'au Sri Lanka. En Océanie, l'ensemble principal est constitué par la Nouvelle-Guinée et ses îles satellites, mais on trouve aussi des ensembles plus modestes sur la côte nord-est de l'Australie, sur les îles Salomon, les îles Fidji, la Nouvelle-Calédonie et sur de nombreuses petites îles du Pacifique.

## Écologie
L'importance écologique de ce milieu réside surtout dans le fait qu'il abrite une grande quantité d'espèces d'animaux et de végétaux, constituant le plus important réservoir de biodiversité à l'échelle mondiale. Du fait de la déforestation principalement, mais aussi de la chasse et du braconnage, de nombreuses espèces de plantes et d'animaux ont déjà disparu et d'autres sont menacées d'extinction.
Par ailleurs les forêts tropicales fournissent une partie de l'oxygène que nous respirons, et, de surcroit, constituent un puits de carbone important. En effet, les plantes absorbent le dioxyde de carbone de l'air lors de la photosynthèse et rejettent de l'oxygène. Cependant le bilan est faible à long terme du fait du recyclage naturel de la matière organique (cycle du carbone) au sein de la forêt à son climax. L'absorption et la séquestration du carbone à long terme dans les sols, les végétaux morts ou vivants et la biomasse en général constituent un réservoir de carbone massif mais fragile.

## Exploitation de la jungle
L'homme déforeste la jungle afin de dégager des étendues de terres arables pour l'agriculture ou pour fournir du pâturage aux animaux d'élevage. L'exploitation du bois joue aussi un rôle dans certaines régions. Toutes les forêts tropicales du monde sont concernées, mais celles d'Asie (Bornéo, Sumatra, Malaisie, Philippines, Vietnam, Thaïlande, Inde, etc.) ont été les plus gravement impactées ces dernières décennies, et ont déjà vu la majorité de leurs surfaces disparaître. Le même constat peut être fait en Afrique de l'Ouest (zone guinéenne comme en Côte d'Ivoire), en Amérique centrale, dans les Antilles, etc. La forêt Amazonienne reste la mieux préservée du simple fait de son immensité, mais elle n'en connaît pas moins un taux de déforestation très alarmant. Les forêts de l'ouest du bassin du Congo (Gabon, Congo-Brazzaville) et celles de Nouvelle-Guinée restent en grande partie préservées, mais divers projets de développement (plantations industrielles, exploitation forestière, minière, etc.) font régulièrement peser de lourdes menaces sur elles.
Les arbres extraits des forêts tropicales alimentent essentiellement le commerce mondial du bois (meubles, bois de construction, etc.) plus qu'il n'est utilisé par les populations locales. Malgré les apparences, les forêts tropicales sont relativement peu productives en bois du fait de taux de croissances des arbres souvent lents sur des sols pauvres, et du fait que la majorité des espèces d'arbres qui y poussent ne produisent pas un bois de valeur. Si ce fait a sans doute permis de sauver de grandes surfaces de forêts des appétits des exploitants forestiers, en contrepartie de grandes surfaces de forêts sont détruites dans certaines régions pour en extraire le peu de bois précieux et commercialisables qui s'y   trouvent.

## La jungle dans les conflits armés

### Pendant laSeconde Guerre mondiale

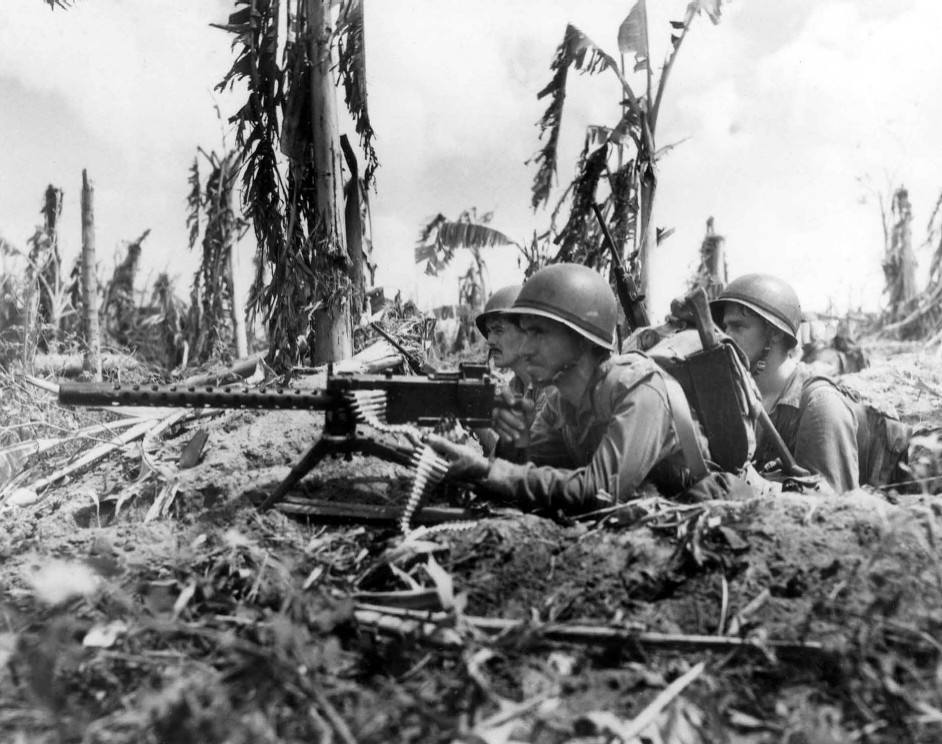
Des Marines dans la jungle en 1944.

Durant la Seconde Guerre mondiale, une guerre de la jungle s'est déroulée lors de la guerre du Pacifique au cours de laquelle la jungle fut un véritable champ de bataille. Les compétences et les tactiques de combat non conventionnelles ont été spécialement développées pour être utilisés dans cet environnement.
Les premiers combats dans la jungle se déroulèrent lors de la bataille de Malaisie, en 1941. Ils continuèrent jusqu'à la fin de la Seconde Guerre mondiale dans le Pacifique, c'est-à-dire jusqu'au 2 septembre 1945 lors de la signature des actes de capitulation du Japon.
La jungle fut un enfer pour les troupes américaines qui n'étaient pas du tout habituées à cet environnement, confrontées en plus aux pièges que disposaient les Japonais.

### Pendant laguerre du Viêt Nam

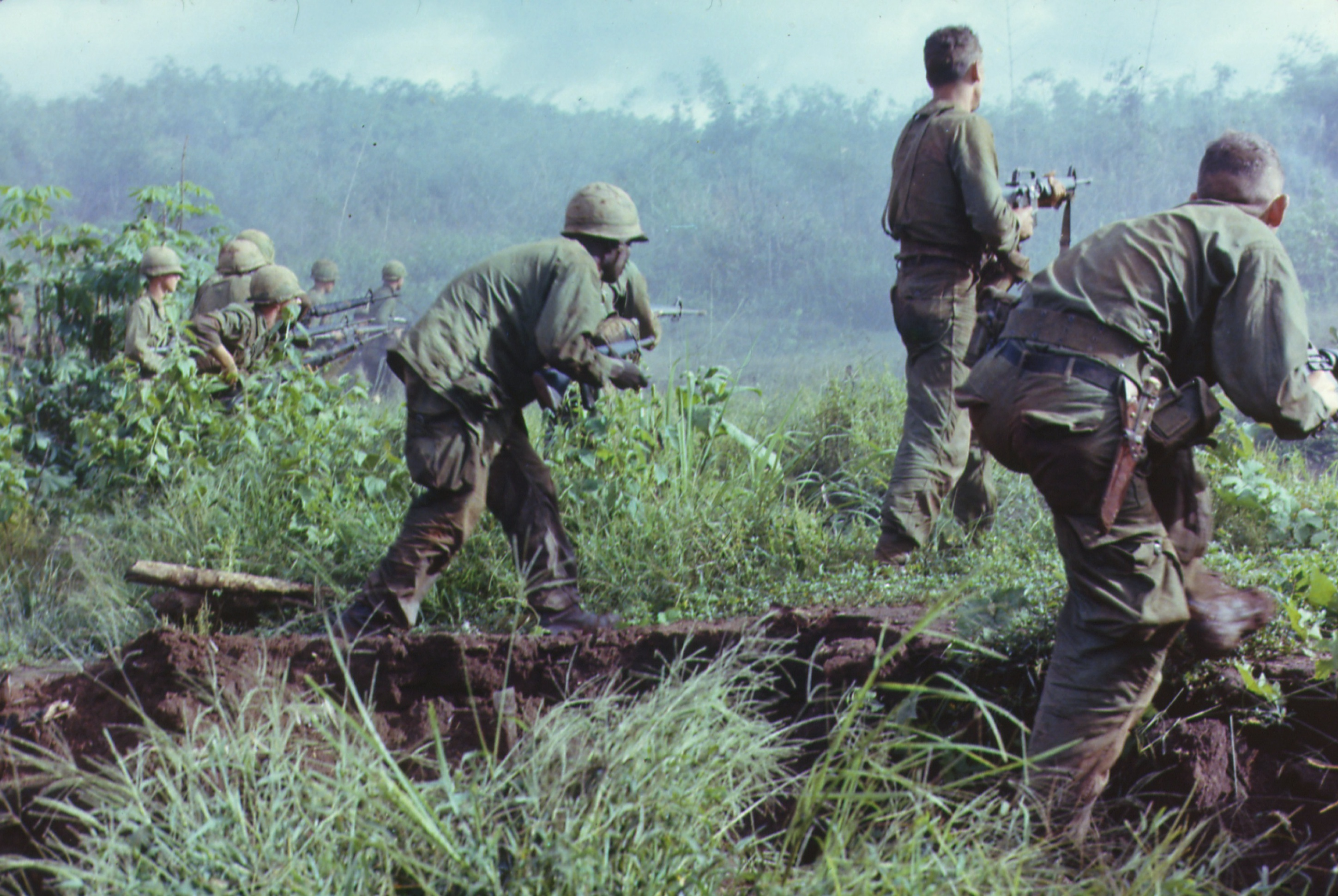
Des soldats américains au Viêt Nam (photographie prise en 1966).

Durant la guerre du Viêt Nam, l'armée américaine fut exposée à un environnement hostile qu'elle connaissait assez mal. Les jungles du Viêt Nam étaient très touffues, ce qui permit aux Vietcongs de se cacher facilement. Les Vietnamiens étaient bien sûr exposés aux mêmes risques que l'US Army mais ces autochtones connaissaient parfaitement leur environnement.
Bien que les forces américaines aient réussi à maîtriser la guerre, elles furent incapables d'installer un programme stratégique de succès dans la jungle. Ainsi l'armée américaine a perdu la guerre du Viêt Nam même si elle remportait toutes les grandes batailles d'envergure contre la guérilla vietcong et l'armée nord-vietnamienne.

### Filmographie
- (fr) La Loi de la jungle, 55 min (documentaire Guyane)
- (fr) Les Secrets de la jungle d'Afrique, par Jean-Yves Collet (documentaire Afrique)